# Ochthoeca
Ochthoeca es un género de aves paseriformes perteneciente a la familia Tyrannidae, que agrupa a especies nativas de América del Sur donde se distribuyen desde el norte de Colombia y noroeste de Venezuela a lo largo de la cordillera de los Andes hasta el norte de Chile y noroeste de Argentina. A sus miembros se les conoce por el nombre popular de pitajos. La taxonomía de este género es controvertida, con diferencias entre las diversas clasificaciones, que serán discutidas a seguir.

## Etimología
El nombre genérico femenino «Ochthoeca» se compone de las palabras del griego «okhthos» que significa ‘montículo’, ‘colina’ y «oikeō» que significa ‘habitar’.

## Características
Los pitajos de este grupo son tiránidos de tamaño mediano, midiendo entre 12 y 15 cm de longitud, de patrón atractivo, encontrados principalmente en altitudes en los Andes. Son quietos y poco notados en la maleza del sotobosque, a pesar de que algunos son más conspicuos. Todos presentan una lista superciliar pronunciada y la mayoría muestran listas prominentes en las alas. Sus nidos son prolijas tazas colocadas en el suelo o cerca.

## Taxonomía
Algunos autores y clasificaciones consideran que el género Silvicultrix está embutido en el presente, sin embargo, García Moreno et al. (1998) y Tello et al. 2009 demostraron que Ochthoeca y Silvicultrix no están ni cercanamente emparentados, y que éste está más próximo de Colorhamphus, lo que fue confirmado por Harvey et al. (2020). Con base en estas evidencias, el Comité de Clasificación de Sudamérica (SACC) reconoció a Silvicultrix como separado de Ochthoeca en la Propuesta No 957. Sin embargo, en la misma propuesta se rechazó la inclusión de Tumbezia y Colorhamphus en el presente, principalmente con base en las notables diferencias morfológicas y ecológicas.
Los amplios estudios genético-moleculares realizados por Tello et al. (2009) descubrieron una cantidad de relaciones novedosas dentro de la familia Tyrannidae que todavía no están reflejadas en la mayoría de las clasificaciones. Siguiendo estos estudios, Ohlson et al. (2013) propusieron dividir Tyrannidae en cinco familias. Según el ordenamiento propuesto, Ochthoeca (con Silvicultrix y Tumbezia) permanece en Tyrannidae, en una subfamilia Fluvicolinae Swainson, 1832-33, en una tribu Fluvicolini Swainson, 1832-33 , junto a parte de Myiophobus, Colorhamphus, Sublegatus, Pyrocephalus, Fluvicola, Arundinicola, Gubernetes, Alectrurus y provisionalmente, Muscipipra.

## Lista de especies
De acuerdo a la clasificación Clements Checklist/ebird, agrupa a las siguientes especies, con el respectivo nombre popular de acuerdo con la Sociedad Española de Ornitología (SEO) u otro cuando referenciado, y con las diferencias con la clasificación del Congreso Ornitológico Internacional (IOC), comentadas en Taxonomía:
| Imagen | Nombre científico           | Autor                          | Nombre común        | Estado de conservación | Distribución |
| ------ | --------------------------- | ------------------------------ | ------------------- | ---------------------- | ------------ |
|        | Ochthoeca salvini           | Taczanowski, 1877              | pitajo de Tumbes    | NT                     |              |
|        | Ochthoeca cinnamomeiventris | (Lafresnaye), 1843             | pitajo negro        | LC                     |              |
|        | Ochthoeca nigrita           | P.L. Sclater & Salvin, 1871    | pitajo negruzco     | LC                     |              |
|        | Ochthoeca thoracica         | Taczanowski, 1874              | pitajo pechicastaño | LC                     |              |
|        | Ochthoeca rufipectoralis    | (d'Orbigny & Lafresnaye), 1837 | pitajo pechirrojo   | LC                     |              |
|        | Ochthoeca fumicolor         | P.L. Sclater, 1856             | pitajo dorsipardo   | LC                     |              |
|        | Ochthoeca superciliosa      | P.L. Sclater & Salvin, 1871    | pitajo cejirrojo    | LC                     |              |
|        | Ochthoeca oenanthoides      | (d'Orbigny & Lafresnaye), 1837 | pitajo canela       | LC                     |              |
|        | Ochthoeca piurae            | Chapman, 1924                  | pitajo de Piura     | LC                     |              |
|        | Ochthoeca leucophrys        | (d'Orbigny & Lafresnaye), 1837 | pitajo gris         | LC                     |              |